# Saison 2019 de l'équipe cycliste Hagens Berman-Axeon
La saison 2019 de l'équipe cycliste Hagens Berman-Axeon est la dixième de cette équipe.

## Préparation de la saison 2019

### Sponsors et financement de l'équipe
Après s'être appelée  Axeon-Hagens Berman en 2016 et 2017, l'équipe devient  Hagens Berman-Axeon en 2018.  Axeon est depuis 2015 le nom de la structure juridique, dont Axel Merckx est le propriétaire. Le cabinet d'avocat Hagens Berman, basé à Seattle, en est le principal sponsor depuis 2016.

### Arrivées et départs
| Arrivées        | Équipe 2018              |
| --------------- | ------------------------ |
| André Carvalho  | Liberty Seguros-Carglass |
| Jakob Egholm    | Waoo                     |
| Liam Holowesko  |                          |
| Sean Quinn      |                          |
| Karel Vacek     |                          |
| Kevin Vermaerke |                          |

| Départs             | Équipe 2019  |
| ------------------- | ------------ |
| William Barta       | CCC          |
| Christopher Blevins |              |
| Rui Oliveira        | UAE Emirates |
| Ivo Oliveira        | UAE Emirates |
| Jasper Philipsen    | UAE Emirates |

## Coureurs et encadrement technique

### Effectif
| Cycliste        | Date de naissance  | Nationalité | Équipe 2018              |  |
| --------------- | ------------------ | ----------- | ------------------------ |  |
| João Almeida    | 5 août 1998        | Portugal    | Hagens Berman-Axeon      |  |
| Edward Anderson | 18 avril 1998      | États-Unis  | Hagens Berman-Axeon      |  |
| Mikkel Bjerg    | 3 novembre 1998    | Danemark    | Hagens Berman-Axeon      |  |
| Jonny Brown     | 20 avril 1997      | États-Unis  | Hagens Berman-Axeon      |  |
| André Carvalho  | 31 octobre 1997    | Portugal    | Liberty Seguros-Carglass |  |
| Cole Davis      | 11 juin 1999       | États-Unis  | Hagens Berman-Axeon      |  |
| Jakob Egholm    | 27 avril 1998      | Danemark    | Team Waoo                |  |
| Ian Garrison    | 14 avril 1998      | États-Unis  | Hagens Berman-Axeon      |  |
| Liam Holowesko  | 1er septembre 2000 | États-Unis  | Néo-professionnel        |  |
| Zeke Mostov     | 30 juillet 1996    | États-Unis  | Hagens Berman-Axeon      |  |
| Sean Quinn      | 10 mai 2000        | États-Unis  | Néo-professionnel        |  |
| Thomas Revard   | 19 octobre 1997    | États-Unis  | Hagens Berman-Axeon      |  |
| Michael Rice    | 25 janvier 1996    | Australie   | Hagens Berman-Axeon      |  |
| Karel Vacek     | 9 septembre 2000   | Tchéquie    | Néo-professionnel        |  |
| Kevin Vermaerke | 16 octobre 2000    | États-Unis  | Néo-professionnel        |  |
| Maikel Zijlaard | 1er juin 1999      | Pays-Bas    | Hagens Berman-Axeon      |  |

## Bilan de la saison

### Résultats sur les courses majeures
Les tableaux suivants représentent les résultats de l'équipe dans les principales courses du calendrier international dans lesquelles l'équipe bénéficie d'une invitation (les cinq classiques majeures et les trois grands tours). Pour chaque épreuve est indiqué le meilleur coureur de l'équipe, son classement ainsi que les accessits glanés par Hagens Berman-Axeon sur les courses de trois semaines.

#### Classiques
| Classique            | Milan-San Remo | Tour des Flandres | Paris-Roubaix | Liège-Bastogne-Liège | Tour de Lombardie |
| -------------------- | -------------- | ----------------- | ------------- | -------------------- | ----------------- |
| Coureur (classement) |                |                   |               |                      |                   |

#### Grands tours
| Grand tour           | Tour d'Italie | Tour de France | Tour d'Espagne |
| -------------------- | ------------- | -------------- | -------------- |
| Coureur (classement) |               |                |                |
| Accessits            | -             | -              | -              |